# Il caso Dozier
Il caso Dozier, conosciuto anche come Stato d'emergenza - Il caso Dozier, è un film per la televisione del 1993 diretto da Carlo Lizzani.
Il film si basa sulla vicenda del generale statunitense James Lee Dozier, rapito nel 1981 dalle Brigate Rosse e liberato dopo 42 giorni di prigionia.
Il personaggio del vicequestore Vincenzo Masci è ispirato liberamente al funzionario di Polizia Umberto Improta.